# Kid Icarus (spelserie)
Kid Icarus är en datorspelserie som för närvarande omfattar spelen Kid Icarus (NES), Kid Icarus: Of Myths and Monsters (Game Boy) samt Kid Icarus: Uprising (Nintendo 3DS).